# Little Nicobar
Little Nicobar (tiếng Nicobar: Ong) là một hòn đảo trong quần đảo Nicobar, Ấn Độ.

## Hình ảnh

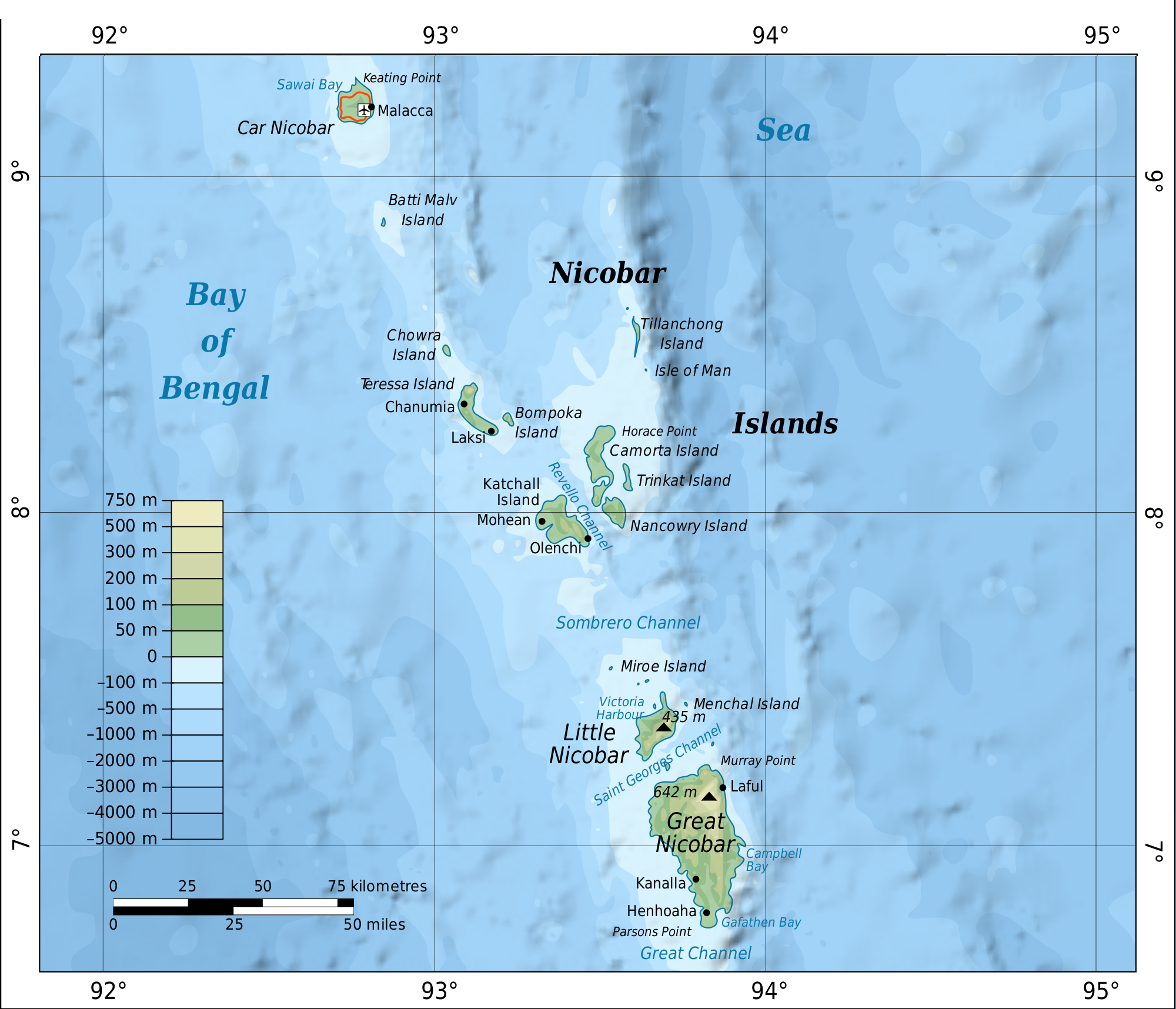
Map
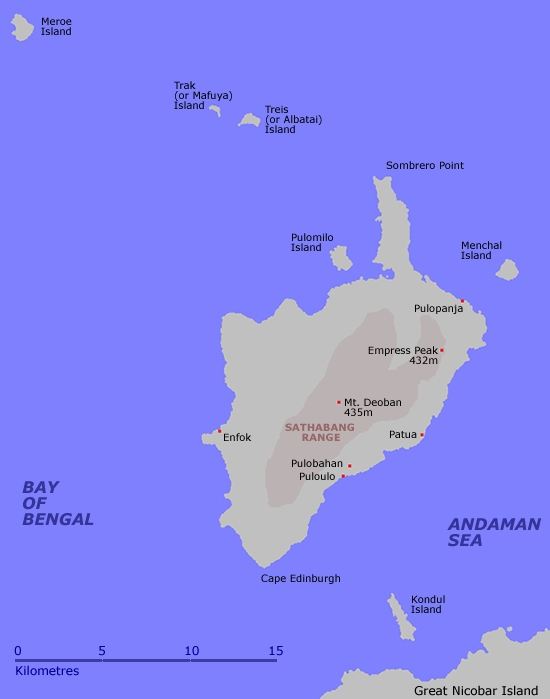
Map 2